# 西はりま消防組合
西はりま消防組合（にしはりましょうぼうくみあい）とは、兵庫県たつの市、相生市、宍粟市、佐用町、太子町の3市2町により組織された消防組合である。上郡町は、光都1～3丁目の区域に限って常備消防事務を委託している。

## 概要
兵庫県では、2009年6月に「兵庫県消防広域化推進計画」を策定し、消防広域化を推進した。その中で、たつの市を中心とする西播磨ブロックは協議を重ね、2013年4月1日にたつの市消防本部・相生市消防本部・宍粟市消防本部・佐用町消防本部を統合し西はりま消防組合を設立した。
- 消防本部：たつの市揖保川町正條279番地1
- 消防本部名称：西はりま消防本部
- 管内面積：1284.96km2
- 職員数：282（2017年4月1日現在）
- 消防署5カ所、分署3カ所、出張所4カ所
- 主力機械
  - 消防ポンプ車：20
  - 救助資機材積載型消防ポンプ車：1
  - はしご車：1
  - 屈折はしご付消防ポンプ自動車：1(MVF21)
  - 高規格救急自動車：20
  - 救助工作車：3
  - 指揮車：6
  - 広報車・査察車：9
  - その他：26

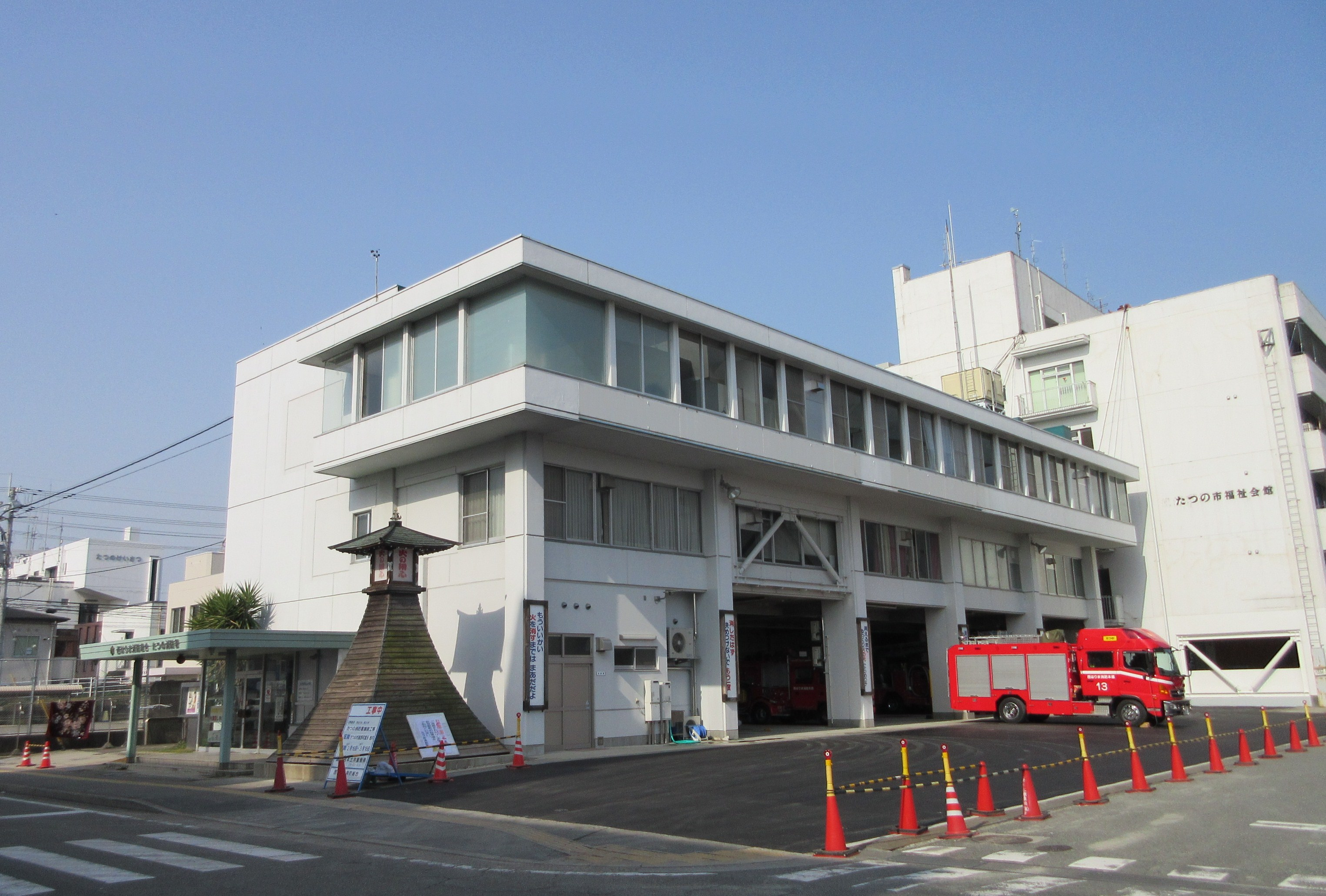
たつの消防署
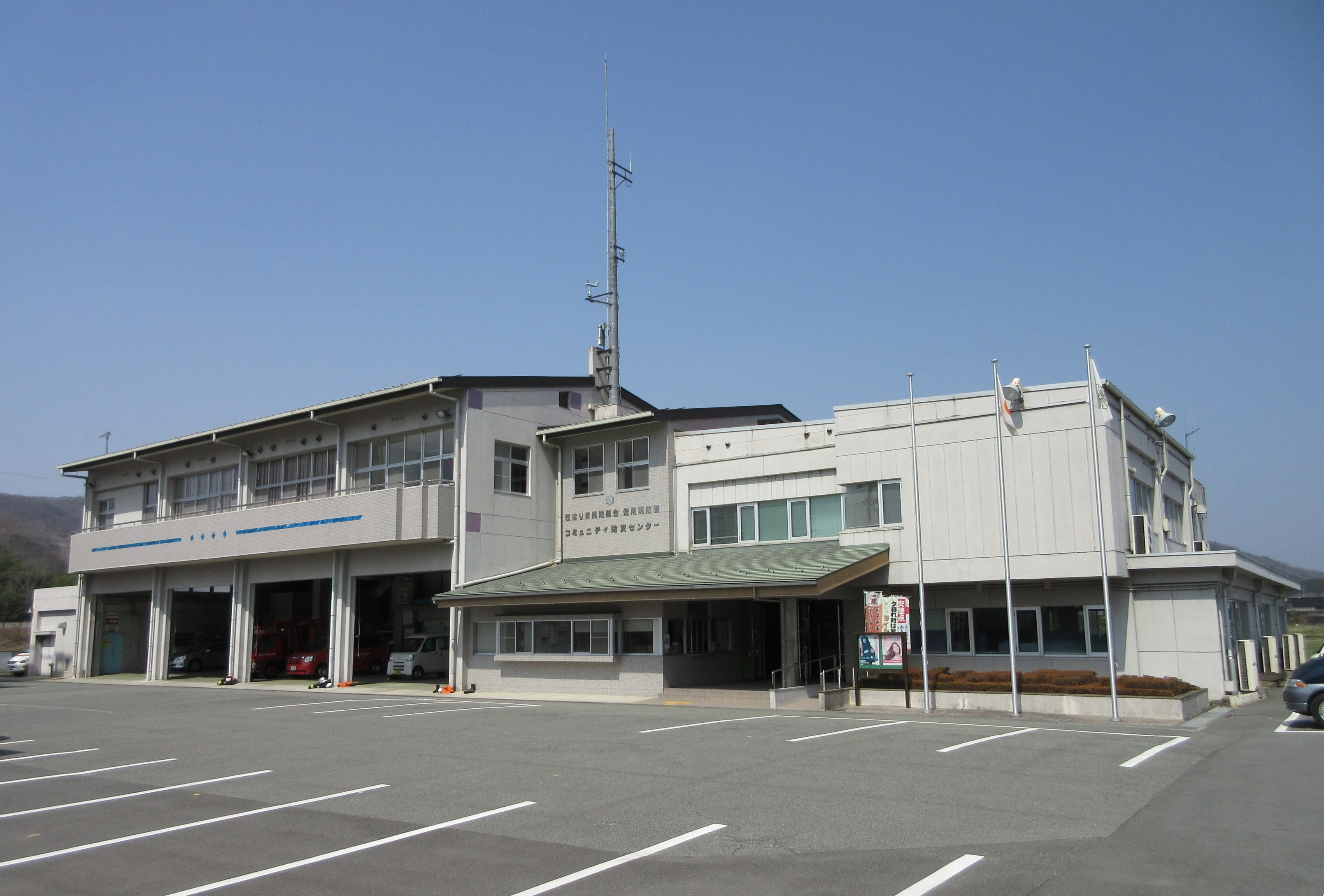
佐用消防署

## 沿革

### （旧たつの消防本部）たつの消防署関係
- 1967年4月1日 龍野市が龍野市消防本部を設置する。
- 2005年10月1日 龍野市、揖保郡新宮町、揖保川町及び御津町の新設合併に伴い、たつの市が誕生する。
  - 揖保郡揖保川町、御津町及び太子町の3町で設立していた揖南消防事務組合は合併前日をもって解散し、たつの市に承継する。
  - 龍野市消防本部と揖南消防事務組合消防本部を統合し、たつの市消防本部を設置する。
  - 新宮町が赤穂市に委託していた消防事務については、合併前日をもって事務委託を廃止し、たつの市が新たに委託する。
  - 太子町はたつの市に消防事務を委託する。
  - 合併に伴う消防署所の変更は以下のとおり。
    - 龍野市消防本部 ⇒ たつの市消防本部（龍野市消防本部庁舎がたつの市消防本部庁舎となる）
    - 龍野市消防署 ⇒ たつの消防署
    - 龍野市消防署新宮分署 ⇒ たつの消防署新宮分署
    - 揖南消防事務組合消防本部 ⇒ たつの市消防本部
    - 揖南消防署 ⇒ 太子消防署
    - 揖南消防署揖保川出張所 ⇒ たつの消防署揖保川出張所
    - 揖南消防署御津出張所 ⇒ たつの消防署御津出張所
- 2013年4月1日 西はりま消防組合と統合する。
- 2018年4月1日 西はりま消防組合たつの消防署光都分署開署。

### （旧相生市消防本部）相生消防署関係
- 1962年1月　相生市消防本部を設置。
- 1964年1月　消防庁舎（現庁舎）が竣工し移転。
- 1965年4月　相生市消防署を設置。
- 1968年7月　救急業務を開始。
- 1970年4月　救急自動車のサイレンを電子音（ピーポーサイレン）に取替。
- 1976年4月　消防本部に課制を導入。
- 1994年4月　準高規格救急自動車を配備。
- 1996年2月　高規格救急自動車を配備。
- 2000年10月　救助工作車を配備。
- 2013年4月　西はりま消防組合と統合。

### （旧宍粟市消防本部）宍粟消防署関係
- 1978年4月1日　宍粟郡山崎町・安富町・一宮町・波賀町・千種町の5町が一部事務組合の宍粟広域消防事務組合を設立し、宍粟広域消防事務組合消防本部・宍粟広域消防事務組合消防署を設置する。
- 1978年10月1日　一宮分署を開設し、救急自動車を配備する。
- 1979年2月8日　救急自動車を消防本部に配備する。
- 1979年10月1日　千種出張所を開設する。
- 1986年3月19日　消防本部・消防署新庁舎が竣工し移転する。
- 1986年11月1日　波賀出張所を開設し、救急自動車を配備する。
- 1989年10月1日　消防本部に課制を導入する。
- 1990年4月25日　千種出張所新庁舎が竣工し移転する。
- 1996年1月10日　高規格救急自動車を消防本部に配備する。
- 1997年2月21日　救助工作車を配備する。
- 1998年3月14日　高規格救急自動車を一宮分署に配備する。
- 1999年2月4日　高規格救急自動車を千種出張所に配備する。
- 1999年10月29日　高規格救急自動車を波賀出張所に配備する。
- 2005年4月1日　山崎町・一宮町・波賀町・千種町の新設合併により、宍粟市が発足する。
  - 宍粟広域消防事務組合が合併前日をもって解散し、宍粟市に承継する。単独消防として宍粟市消防本部を設置する。安富町の消防事務を受託する。
- 2006年3月27日　安富町が姫路市に編入合併する。
  - 安富町は合併前日をもって宍粟市への消防事務委託を廃止し、合併日より姫路市が旧安富町区域に限り消防事務を委託する。
- 2007年3月31日　旧安富町区域における姫路市の消防事務の受託を廃止する。
- 2013年4月1日　西はりま消防組合と統合する。

### （旧佐用町消防本部）佐用町消防署関係
- 1976年4月1日 – 消防本部を開設。
- 2013年4月1日 – 西はりま消防組合と統合する。

### 西はりま消防組合
- 2013年4月1日 たつの市消防本部・相生市消防本部・宍粟市消防本部・佐用町消防本部を統合し西はりま消防組合発足
- 2018年4月1日 西はりま消防組合たつの消防署光都分署開署。これにより、赤穂市消防本部に委託されていた光都区域の消防事務が解消される。

## 消防署
| 消防署       | 住所                     | 分署                                               | 出張所                                           |
| ------------ | ------------------------ | -------------------------------------------------- | ------------------------------------------------ |
| たつの消防署 | たつの市龍野町富永1005-1 | 新宮：新宮町下野608-2 光都：赤穂郡上郡町光都2-21-1 | 揖保川：揖保川町正條367-1 御津：御津町岩見1534-1 |
| 相生消防署   | 相生市旭1丁目1-3         | なし                                               | なし                                             |
| 宍粟消防署   | 山崎町船元34-１          | 一宮：一宮町安積1331-5                             | 波賀：波賀町安賀557-2 千種：千種町岩野辺2031-2   |
| 太子消防署   | 太子町老原554-1          | なし                                               | なし                                             |
| 佐用消防署   | 佐用町円応寺233-１       | なし                                               | なし                                             |